# 5 (álbum de Lenny Kravitz)
5 es el quinto álbum de estudio del cantante estadounidense de hard rock Lenny Kravitz, lanzado el 12 de mayo de 1998 por Virgin Records America. El álbum contó con éxitos como «Fly Away» y «I Belong to You», que ayudó a Kravitz a expandir su éxito en Europa. El álbum ganó dos premios Grammys. En la producción del álbum, Kravitz trabajó con sonidos de tecnología digital como sintetizadores y bucles de cinta proporcionando al álbum un sonido moderno. El álbum contenía más de sus canciones inspiradas en los años 70, el funk y el soul, mezclado con su estilo rock.

## Lanzamiento y recepción
El álbum fue reeditado en 1999, incluyendo el sencillo más reciente de Lenny Kravitz de la banda sonora de Austin Powers: The Spy Who Shagged Me, «American Woman», además de un bonus track llamado «Without You» —inicialmente un lado B de «If You Can't Say No»—.
5 llegó al lugar #28 en el Billboard 200 y al #18 en el UK Album Chart. A partir de marzo de 2008, 5 ha vendido 3 millones de unidades en los Estados Unidos, más de 6 millones de unidades en todo el mundo, convirtiéndose en el álbum de estudio con mayor éxito de Kravitz en ventas comerciales. Inicialmente, el álbum recibió críticas mediocres por algunos críticos y su ascenso al éxito comercial fue bastante lento hasta el punto en que se obtuvo un gran éxito a finales de 1998 y durante todo el año 1999. Sin embargo, el álbum recibió certificaciones multiplatino en muchos países, produciendo una masiva cadena de éxitos en todo el mundo y convirtiéndose en uno de los álbumes más exitosos de 1999. El álbum obtuvo múltiples nominaciones a los premios y le dio a Kravitz sus dos primeros premios Grammy en la categoría de mejor interpretación vocal de rock masculina por los hits «Fly Away» y «American Woman».

## Lista de canciones
| LP original |                                |                                   |          |  |
| N.º         | Título                         | Música                            | Duración |  |
| 1.          | «Live»                         | Kravitz                           | 5:12     |  |
| 2.          | «Supersoulfighter»             | Kravitz                           | 4:58     |  |
| 3.          | «I Belong to You»              | Kravitz                           | 4:17     |  |
| 4.          | «Black Velveteen»              | Kravitz                           | 4:48     |  |
| 5.          | «If You Can't Say No...»       | Kravitz                           | 5:17     |  |
| 6.          | «Thinking of You»              | Kravitz                           | 6:24     |  |
| 7.          | «Take Time»                    | Kravitz                           | 4:31     |  |
| 8.          | «Fly Away»                     | Kravitz                           | 3:41     |  |
| 9.          | «It's Your Life»               | Kravitz                           | 5:02     |  |
| 10.         | «Straight Cold Player»         | Kravitz                           | 4:19     |  |
| 11.         | «Little Girl's Eyes»           | Kravitz                           | 7:44     |  |
| 12.         | «You're My Flavor»             | Kravitz                           | 3:48     |  |
| 13.         | «Can We Find a Reason?»        | Kravitz                           | 6:24     |  |
| 14.         | «American Woman (Bonus Track)» | Bachman, Cummings, Kale, Peterson | 4:21     |  |
| 15.         | «Without You (Bonus Track)»    | Kravitz                           | 4:47     |  |
| 72:53       |                                |                                   |          |  |

## Sencillos
- «If You Can't Say No» #48 UK
- «I Belong To You» # 71 US #75 UK
- «Thinking Of You»
- «Fly Away» #1 UK #12 US
- «American Woman» #49 US
- «Black Velveteen»

## Certificaciones
| País           | Certificación |
| -------------- | ------------- |
| Australia      | Platino       |
| Canadá         | 2× Platino    |
| Francia        | 2× Oro        |
| Alemania       | Oro           |
| Reino Unido    | 3× Platino    |
| Estados Unidos | 2× Platino    |

## Créditos
- Lenny Kravitz: voz principal y coros, guitarra principal
- Craig Ross: guitarra rítmica
- Cindy Blackman: batería
- Jack Daley: bajo
- Stefanie Bolton: coros
- Nehemiah Hield: coros
- Michael Hunter: saxofón
- Harold Todd: saxofón
- Susan Marshall: coros
- Sunovia Piere: coros
- Angie Stone: coros
- Jacqueline Johnson: coros